# Brekovská jeskyně
Brekovská jeskyně je nově objevená jeskyně u Brekova na severovýchodním Slovensku.
Z geologického hlediska se v okolí obce Brekov nacházejí několik pozoruhodných útvarů. Povrch tvoří čtvrtohorní náplavy se sprašovými a svahovými hlínami, vápence, dolomity a břidlice s jeskyněmi. V oblasti Reková, Viničná skala a Klokočiny se nachází chráněná jeskynní oblast s Veľkou artajamou a nově objevená Brekovská jeskyně. Ve starých záznamech se říká, že jde o velký jeskynní komplex, který se táhne pravděpodobně i pod korytem řeky Laborec. Je zajímavé, že pečeť Brekovských starostů za starých časů obsahovala obraz sovy a jeskyně se nazývala "sovia jaskyňa". Jeskyně není v současnosti přístupná pro veřejnost, ale je možné přijít až k velmi hluboké jámě (jeskyni).
Přístup k jeskyni je od kamenolomu. Tento otvor do jeskynních prostor vznikl následkem proražení těžby z kamenolomu. Vchod je z této strany opatřen mřížemi kvůli vandalům, kteří ničí výzdobu jeskynních prostor. Asi 50 m směrem, ve kterém pokračuje jeskyně, se nachází i Veľká artajama. Díra-artajama je hluboká vertikálně přibližně 15 metrů. Je to i vchod do jeskyně, který je znám už staletí. Pokračuje po malé plošince hlouběji, kde se rozvětvuje přes malé průchody. Jeskynní výzdoba je na všech dostupných místech poškozena vandaly. Vchod do nitra jeskyně je nebezpečný.
Brekovská jaskyňa je přírodní památka ve správě příspěvkové organizace Správa slovenských jeskyní. Nachází se v okrese Humenné v Prešovském kraji. Území bylo vyhlášeno či novelizováno v roce 2006 na rozloze x ha. Rozloha ochranného pásma byla stanovena na 15,2648 ha.